# Carl Silfversvan
Carl Emanuel Silfversvan, född 14 augusti 1783 på Ekarebol i Bolstads socken i Älvsborgs län, död 10 april 1846 i Ekarebol, var en svensk militär.

## Biografi
Föräldrar var kaptenen vid Änkedrottningens livregemente Gustaf Emanuel Silfversvan och dennes hustru Christina Maria Johanna Falckersson. Silfversvan gick redan 1795 till sjöss på ett kofferdifartyg. Han utnämndes till medelstyrman vid Arméns flotta den 13 juli 1797. År 1798 blev han volontär på fregatten Sprengtporten, innan han 1799 åter gick till sjöss på ett kofferdifartyg.
I april 1801 blev han volontär vid Kanonslupseskadern inom Arméns flotta, och befordrades till underofficer där i augusti samma år. Den 29 juli 1804 utnämndes han till sekundajutant vid det nyupprätta Adlercreutz regemente i Finland. Han deltog under Finska kriget, då regementet var placerat på Sveaborg. Efter fästningens kapitulation den 3 maj 1808 lyckades Silfversvan tillsammans med andra ur Adlercreutz regemente fly till den svenska armén, och han placerades i juli 1808 i Savolaks regemente. Han utnämndes till löjtnant i armén den 29 juni 1809, och han utnämndes till fänrik vid Södermanlands regemente den 27 februari 1810, samt redan den 22 maj samma år befordrad till stabslöjtnant vid regementet befordrades han den 16 mars 1813 till kapten och slutligen den 17 mars 1832 till major. Han tog avsked ur tjänsten den 7 augusti 1832. Han dog på sin födelseplats den 10 april 1846.

### Familj
Silfversvan gifte sig den 14 mars 1824 i Nyby med Carolina Gustava Nordewall, dotter till Eric Nordewall. Tillsammans fick de fyra barn.

## Utmärkelser[1]
- Riddare av Svärdsorden - 4 juli 1823